# Brachycentrus montanus
Brachycentrus montanus är en nattsländeart som beskrevs av Klapalek 1892. Brachycentrus montanus ingår i släktet Brachycentrus och familjen bäcknattsländor. Inga underarter finns listade i Catalogue of Life.

## Bildgalleri

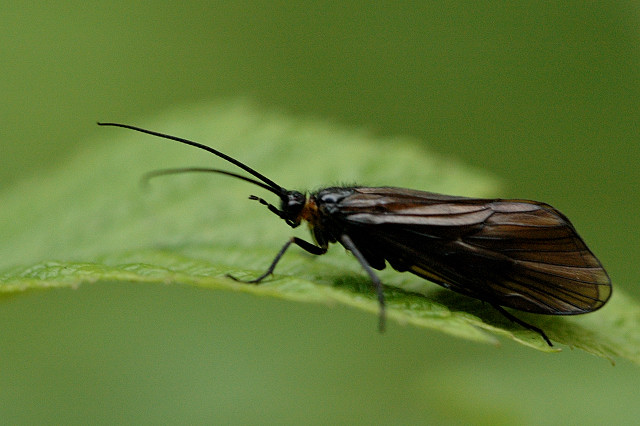
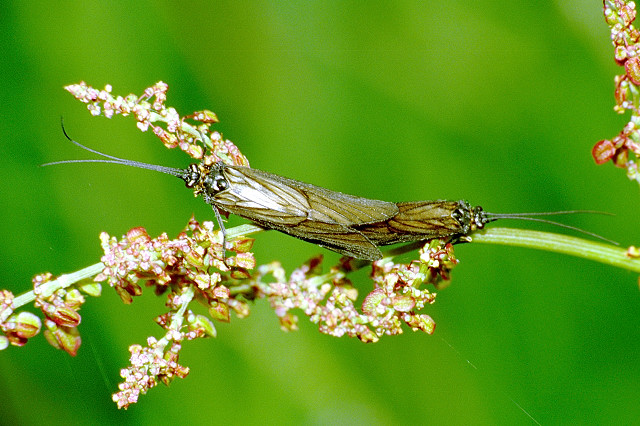
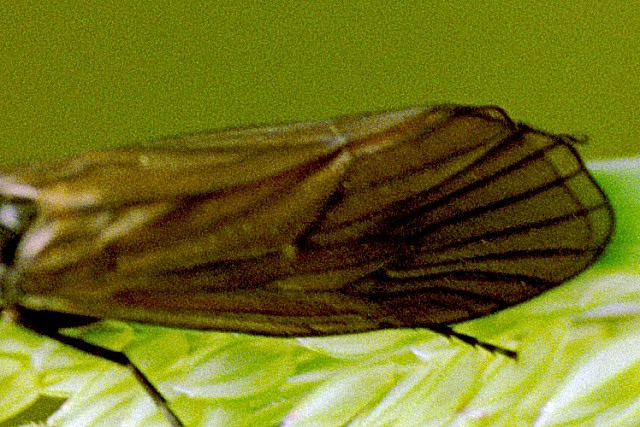